# Мінато-Мару
Мінато-Мару (Minato Maru) — судно, яке під час Другої світової війни взяло участь у операціях японських збройних сил у Індонезії, в архіпелазі Бісмарка, на Маршаллових островах, островах Гілберта, Науру та Оушен.

## Передвоєнна історія
Траулер Мінато-Мару спорудили в 1934 році на верфі Osaka Tekkosho Honsha Kojo на замовлення компанії Kyodo Gyogyo. Остання отримала для нього десятирічну ліцензію на риболовлю в Жовтому, Східнокитайському та Південнокитайському морях із базуванням на порти Тобата, Сімоносекі, Нагасакі та Гонконг. У наступні роки ліцензію розширили на води біля західного узбережжя Центральної Америки (поблизу Мексики та від Гватемали до Панами) з доданням базових пунктів у Бальбоа (район Панамського каналу), Мазатлані (мексиканський штат Синалоа) та Лос-Анджелесі.
У 1937-му новим власником траулера стала компанія Nippon Suisan.
16 листопада 1941-го Мінато-Мару реквізували для потреб Імперського флоту Японії, який призначив його для використання як судно постачання. З 10 листопада по 13 грудня воно пройшло певну модернізацію у Осаці на верфі Fujinagata Tazosenjo.

## Початок військової служби
26 грудня 1941-го Мінато-Мару вийшло з Такао (наразі Гаосюн на Тайвані) та вирушило до В'єтнаму. Тут воно діяло до 23 січня 1942-го, після чого повернулось на Тайвань.
Відомо, що в березні та на початку квітня 1942-го судно виконувало свої функції із забезпечення інших кораблів продовольством у Нідерландській Ост-Індії (острови Сулавесі, Хальмахера).
На початку травня Мінато-Мару було вже у Рабаулі — головній передовій базі японців у архіпелазі Бісмарка, з якої в наступні 1,5 року провадитимуться операції на Соломонових островах та сході Нової Гвінеї.
У червні вирішили встановити на судні захисне озброєння, для чого воно прибуло до Татеями.

## Рейс до Маршаллових островів
25 червня 1942-го Мінато-Мару вийшло з Йокосуки до Маршаллових островів. 12 липня воно досягнуло атола Кваджелейн, після чого протягом наступних кількох тижнів здійснювало рейси по архіпелагу, відвідавши (інколи не по одному разу) ряд інших атолів, зокрема Малоелап та Джалуїт. 16 серпня судно вирушило у зворотній шлях до Японії та 29 числа того ж місяця прибуло до Сімоносекі.
З 31 серпня по 9 жовтня Мінато-Мару пройшло ремонт у Осаці, під час якого, зокрема, судну надали можливість скидати глибинні бомби.

## Рейси до архіпелагу Бісмарка
16 жовтня 1942-го Мінато-Мару вийшло з Сасебо, а 30 жовтня прибуло до Рабаулу. Тут воно пробуло лише кілька діб, після чого 5—6 листопада перейшло до Кавієнгу — другої за значенням японської бази в архіпелазі Бісмарка, розташованої на північному завершенні острова Нова Ірландія. 7—10 листопада Мінато-Мару перейшло звідси на Трук (Каролінські острови), де ще до війни створили потужну базу японського ВМФ.
19—23 листопада у складі невеликого конвою із двох суден Мінато-Мару знову пройшло до Рабаулу. 28 числа воно вирушило у зворотній шлях, з 29 листопада по 2 грудня перебувало в Кавієнзі, а 5 грудня досягнуло Труку.
14 грудня судно вийшло з Труку у складі дещо більшого конвою до Рабаулу, який прибув до місця призначення 19 числа. В цей раз Мінато-Мару не стало швидко повертатись до Труку, а 22—23 грудня перейшло до якірної стоянки Шортленд — прикритої групою невеликих островів Шортленд акваторії біля південного завершення острова Бугенвіль, де зазвичай відстоювались легкі бойові кораблі та перевалювались вантажі для подальшої відправки далі на схід Соломонових островів. Тут воно поповнювало припаси інших кораблів, а 27—28 грудня повернулось до Рабаулу, після чого 6 січня 1943-го вийшло у рейс на Трук, до якого прибуло 11 числа.

## Нові рейси у Мікронезії
20—23 січня 1943-го Мінато-Мару пройшло до острова Понапе на сході Каролінських островів, з якого 25 січня перейшло до атола Кваджелейн. До кінця місяця воно побувало на атолах Малоелап та Джалуїт, після чого 4 лютого вирушило далі на південний схід до островів Гілберта. 5—6 лютого судно відвідало острів Макін, після чого пройшло через Понапе на Трук, до якого прибуло 14 лютого.
Вже 18 лютого 1943-го Мінато-Мару почало новий рейс у східну Мікронезію. 24—28 лютого воно перебувало на Кваджелейні, потім у першій половині березня відвідало ще два атоли Маршаллових островів, острів Макін і 16 березня повернулось на Трук.
28 березня розпочався новий рейс. Мінато-Мару пройшло через Кваджелейн до острова Науру, якого досягло 4 квітня. Через три доби воно зайшло на Малоелап, 14—15 квітня вчергове побувало на Кваджелейні, звідки вирушило до Японії та 26 числа того ж місяця прибуло до Йокосуки.
7 травня 1943-го Мінато-Мару вирушило через Тітідзіму (острови Бонін) та Сайпан (Маріанські острови) на Трук. Через кілька тижнів, наприкінці червня, судно вирушило з цієї бази на схід у складі конвою № 5284. З 3 по 17 липня воно відвідало цілий ряд атолів на Маршаллових островах (все ті ж Кваджелейн, Малоелап, Джалуїт, а також Мілі), а 19 липня прибуло до атола Тарава на островах Гілберта (відомий важкою триденною битвою під час десантної операції союзників наприкінці 1943 року). 24 липня судно рушило у зворотну дорогу та пройшло через Кваджелейн до Труку, куди прибуло 3 серпня.
19—24 серпня 1943-го Мінато-Мару пройшло з Труку на Кваджелейн у складі конвою № 5192. 27—28 серпня воно перейшло до острова Науру, потім наприкінці місяця повернулось на Маршаллові острови до атолів Мілі, Джалуїт та Кваджелейн, а 18—25 вересня пройшло на Трук разом з конвоєм № 6188.

## Загибель судна
20—25 жовтня 1943-го Мінато-Мару у складі конвою № 5203 вчергове пройшло на Кваджелейн. Невдовзі воно вирушило до острова Оушен (між Науру та островами Гілберта), за чотири десятки кілометрів на північний захід від якого було атаковане та потоплене патрульним бомбардувальником Consolidated PB4Y-2. При цьому загинуло 3 члени екіпажу Мінато-Мару.